# أبو عبد الله التروغبذي
أَبُو عبد الله مُحَمَّد بن مُحَمَّد بن الْحسن التروغبذي، أحد علماء أهل السنة والجماعة ومن أعلام التصوف السني في القرن الرابع الهجري، قال عنه أبو عبد الرحمن السلمي[ ؟ ]: «كَانَ من جلة مَشَايِخ طوس، صَارَ أوحد فِي طَرِيقَته ظَهرت لَهُ آيَات وكرامات وَكَانَ مُجَردًا عالي الْحَال كَبِير الهمّة»، أصله من «تروغبذ»، وهي قرية من قرى طوس. صحب أَبَا عُثْمَان الْحِيرِي وَمن فِي طبقته من الْمَشَايِخ، مَاتَ بعد 350 هـ.

## من أقواله
- من بذل نَفسه لهواه وشغل عمره بمناه استبعده هَوَاهُ واسترقه مناه.[1]
- إِن الله تَعَالَى وهب لكل عبد من مَعْرفَته مِقْدَارًا وَحمله من الْبلَاء على مِقْدَار مَا وهب لَهُ من الْمعرفَة لتَكون مَعْرفَته عونا لَهُ على حمل بلائه.[1]
- مَا جزع النَّبِي صلى الله عَلَيْهِ وَسلم قطّ إِلَّا لأمته فَإِنَّهُ بعث بالرأفة وَالرَّحْمَة فَإِذا كشف لَهُ من أُمُور أمته عَن مُخَالفَة جزع لَهُم وَعَلَيْهِم قَالَ الله تَعَالَى ﴿عَزِيز عَلَيْهِ مَا عنتم حَرِيص عَلَيْكُم بِالْمُؤْمِنِينَ رؤوف رَحِيم﴾.[1]